# 魔界戦記ディスガイア3
『魔界戦記ディスガイア3』（まかいせんきディスガイアスリー）は、2008年1月13日に発売されたPlayStation 3（PS3）用のシミュレーションRPGソフト。日本一ソフトウェア初のPS3専用ソフトであり、魔界戦記ディスガイアシリーズの第3作目。アメリカでは同年8月26日、ヨーロッパでは2009年2月20日に発売された。

## 概要
魔界の学校を舞台に魔王の息子「マオ」が父である魔王を倒すために学園一の不良娘のラズベリルや、自称勇者のアルマースたちと奮闘する。オブジェクト投げや連携投げ、タワー状態になった味方を登るなど今までに無いシステムが搭載されている。連携攻撃、コンボ攻撃、魔法攻撃、タワー攻撃といった前作のシステムを継承しつつ「魔ビリティーシステム」「魔チェンジシステム」などの新システムが搭載されている。
キャラクターデザインはシリーズでおなじみの原田たけひと。ゲストイラストレーターはへかとん（ストーリー冒頭の「超勇者コミックス」）、石川ヒデキ（戦闘クリアボーナス画面）、友永芽吹（一部必殺技等カットイン）、toi8（追加DLC・ギグ&リベアイラスト）。音楽はシリーズでおなじみの佐藤天平。
初回限定版にはサウンドトラックCD2枚組、設定資料集が付属する。通常版も同時発売。
2009年1月15日にBest版が発売された。初回限定版には、使用することで『ファントム・キングダム』の登場キャラクター・魔帝ロイヤルキングダーク3世が凶師として赴任してくるプロダクトコードが付属した（DLCフルコンプリート特典と同じもの）。
2009年9月17日に『魔界戦記ディスガイア3 ラズベリル編はじめました。』が発売された。ネット配信された追加シナリオ「ラズベリル編」をアペンドディスクとして発売。「ラズベリル編」を完全収録しているほか、新要素としてラズベリルのセーラー服（冬服）の衣装が追加される（後にPLAYSTATION Storeでも配信される）。プレイには『魔界戦記ディスガイア3（Best版含む）』のディスクが必要となる。
2011年にはPlayStation Vita用『魔界戦記ディスガイア3 Return』が発売。『3』の携帯機への移植のリクエストは以前からあり、PlayStation Portableでのリリースが検討されたが技術的な問題から実現されず、PSPの後継機が出るならばそのローンチタイトルとして出したいとの考えからPS Vita版の開発が決まった。PS3版のダウンロードコンテンツはすべて収録され、新シナリオ「死立魔神学園編」の収録や、新キャラクターの追加も行われる。

## 作品のテーマ
作中では舞台が魔界ということで善悪の概念が逆転しており、登場人物の価値観や考え方、台詞などにそれらを見ることができる。ストーリーも善悪の概念の逆転を中心として進んでおり、魔界一の優等生でありながら勇者となった主人公マオが元自称勇者の子分アルマースなどとともに様々な出来事を経験していく。

## あらすじ
魔王の一人息子マオは不登校のひきこもり。彼は「学園一の優等生」を気取り自室に籠もってゲーム三昧の日々を送っていたが、ある日、人間界から勇者アルマースが魔王討伐のためにやって来る。
それを聞いたマオは、勇者を捕らえるべく初登校を決意。彼はゲーム機を父親に壊され中のデータを台無しにされた恨みから、魔王と対になる存在「勇者」となって仕返しをしようと思っていたのである。忠実な執事じいやの協力もあり、見事アルマースを捕らえ勇者の称号を剥奪したマオ。彼は勇んで魔王に挑むも、歯が立たず返り討ちに合ってしまう。実はマオが得た称号は勇者ではなく「ニセ勇者」であったのだ。
憤慨したマオはニセ勇者の称号を捨て去るべくココロ銀行を訪れるが、マオのココロは固く閉ざされており称号を捨てることができない。称号を捨てるためにはココロを開く必要があるのだ。マオは自分のココロを開くため、無理やりコブンにしたアルマースと、じいやと共にその方法を探しに学園中を探索する。やがて、ココロを開けない理由が、ある人物の陰謀と共に明らかになってゆく。

## 登場人物

### 主要人物
ゲームクリア後のスタッフロールは、この5人の集合イラストで締められる。オープニングアニメの後半でダンスを踊っているメンバーでもある。
マオ
声 - 平田宏美
本作の主人公。邪悪指数180万の頭脳を誇る魔立邪悪学園ナンバーワンのエリート優等生。メガネをかけ、赤いガクランをマントのように羽織っている。かなりのオタクでゲームや漫画には詳しい。また極度の改造フェチで妄想癖のある自他共に認める変態。ふとしたことですぐにハァハァと興奮してしまう。極度の負けず嫌いでかなり意地っ張り。
超勇者に殺され地縛霊となった父親を成仏させるために大嫌いな「勇者」になることを決意、アルマースから「勇者」の称号を奪い取る。しかし称号のために善いことをしてしまうなどのトラブルが起き、称号の力では父親を倒すことはできず、更にその称号が偽物であった事が判明したため、ココロから勇者の称号を取り除こうとする。しかし過去のトラウマによって固く閉ざされたマオのココロは何をやっても開かず、その解決策を探すうちに自身の中に強大な力が眠っていることを知る。じいやの助言で潜在能力を引き出したマオは、その力で魔王を倒そうとするが、そのときに現れた超勇者オーラムによって今までの出来事が全て彼によって仕組まれたものであることを教えられる。
オーラムの手のひらの上で踊らされていたことを知ると怒りを爆発させ、父親を倒すために引き出した潜在能力を超勇者への復讐として人間界を滅ぼすために使おうとする。だがマオの本心を悟ったアルマースの決死の説得により寸前のところで思い留まり、同時にアルマースとの友情を受け入れ、ココロを開き勇者の称号をアルマースに返却する。そして本来の目的を果たすため、超勇者を倒し父親と再会。彼が成仏できなかった本当の理由を知り、父親を超える魔王になることを宣言する。その後は魔王として、凶師募集や文禍祭の開催といった学園の運営に勤しむ。
当初はソース派だったが、マオのココロの中の「ソース派マオ」が倒された事で大のソース嫌いになってしまった。
アルマース・フォン・アルマディン・アダマント
声 - 下野紘
超勇者にあこがれる「自称勇者」だが、実力がまるで伴っていない勇者オタクの青年。特徴はアホ毛。サファイアにも憧れており、勇者になろうとしている。白いガクランをベースにしたさわやかな服装をしている。癖の強い主要人物の中では、唯一の常識人。誕生日は2月26日。
魔王がサファイアを攫おうとしていることを知り、それを防ぐため、魔王を倒すべく魔界にやって来る。ところが魔王城に侵入した矢先、マオに捕らえられ、勇者の称号を奪われた挙句コブンにさせられてしまう。
当初はマオに対しては従順な素振りを見せつつも、内心では彼のことを軽蔑し、また称号を取り返す機会を伺っていた。しかし、ラズベリルやサファイアとの出会いを通じて悪魔にも人間と同じココロがあること、マオに対する考えが勇者らしくないことに気づき、勇者として固く閉ざされたマオのココロを開かせるという使命に燃え始める。やがていつも捻くれ者として振舞っているマオが、ココロの奥底では家族の死と超勇者への憎悪に苦しんでいることを悟る。そしてマオが超勇者の挑発から暴走しかけたときに、マオに仲間の存在を気づかせ、自身のココロを見つめ直すよう彼を諭す。
マオがココロを開いた後は勇者の称号を取り戻し、マオと共に超勇者を打ち倒す。その後、人間界へ戻りサファイアと結婚するが、関係は全くと言って良いほどかわっておらず、相変わらずサファイアに振り回されている。
ベリル / ラズベリル
声 - 斎藤千和
通称「ベリル」。マオの幼馴染にして親が勝手に決めたライバル（ここまでが、全て自己申告）で何かとつっかかってくる。一人称は「アタイ」。
趣味はボランティア、無遅刻無欠席、宿題を忘れたことがない……と、善悪が逆転した魔界では札付きの「不良娘」。このため凶師陣からはマークされているが、本人は不良であることに美意識を感じている。顔はかわいらしいがツノやシッポ、翼が生えており、どちらかといえばモンスター型のキャラクター。明日禍と狂子の発言によれば、とんでもない大喰らい。自分を、ぬいぐるみか小動物のように扱うサファイアはやや苦手にしている。
当初は不良の鑑である「勇者」のアルマースを助けるためにマオと敵対していたが、凶育委員会に補導されたときマオに助けてもらったことと、マオのココロを開くために奮起するアルマースの姿を見たことから、彼らに協力する立場となる。同時に不良行為を問題視した凶師達によって、厄介払いの形で卒業させられ、学園初の卒業生となる。
その後のラズベリル編では、理事長でありながらまともに仕事をしないマオに代わって学園を支えるべく、凶師に就任する。
サファイア・ロードナイト
声 - 長谷川明子
人間界のある王国のお姫様。瞳に星が浮かんでいる。可憐な外見とは対照的に、武闘派な内面を持ち、初登場時は条件反射で視界に入った魔物を葬ったり、自身に声を掛けて接近してきたアルマースに攻撃を加えた（本人曰く：「根っから凶悪な殺戮マッスィーン」「ちょっぴりごんぶと」）。座右の銘は「先手必殺」「殺られる前に殺れ」。カワユイものが大好き。悲しいときに泣けないという体質を持ち、心に暗い影を落としている。なりたいものは「地上最強の生物」。
魔王が自分を攫おうとしているという情報を聞き、攫われる前に魔王を始末してしまおうと魔立邪悪学園へやって来る（表向きには転校生として）。その後、授業を受けるために移動していたところマオとアルマースと出会い、以後学友として彼らと行動を共にする。始めはアルマースと同様に打倒魔王を掲げていたが、悪魔化によって自己中心的な言動・行動が目立つアルマースの姿を見かねて彼を叱咤。以後、彼と共にマオのココロを開くことに専念する。
人間界にいた頃、母親の葬式で涙を流せなかったとき、アルマースだけが唯一そのことを非難せず、また自分への陰口を批判したことから彼に対して好意を寄せるようになる（ただし、アルマースは魔界で出会うまでサファイアと面識がなかった）。超勇者撃破後は人間界に戻りアルマースと結婚。新婚旅行先に邪悪学園を選び、夫婦として再び魔界へやって来る。
チャンプル先生
声 - 桑原敬一
強火流混沌派厨房拳の達人で、熱い家諦科（家庭科）の自称凶師。料理とココロについて一家言持っている。いつも唐突に現れ、活を入れては去っていくが、なんでも無理矢理料理に例えて話すので、意味不明な発言になってしまう事が多い（凶育委員長いわく「突っ込み所満載」）。食材のココロを知る鍛錬を積んだため、生物とココロで直接語り合える特技を持つ。
普段は陰から生屠達のことを見守っているが、マオやアルマースが道を誤りそうになると前に飛び出して彼らに活を入れる。アルマースが勇者として大きく成長するきっかけとなった人物であり、彼からは師匠と呼ばれ慕われている。

### 邪悪学園
魔立邪悪学園の関係者。
じいや
声 - 窪田吾朗
マオの執事。どんな無茶な要望でもたちどころに実現してしまう有能な人物。マオを学園一のエリート優等生に育成すべく様々な面で彼をサポートする。口癖は「こんなこともあろうかと」。その正体は200年前に姿を消した超勇者オーラムである。詳細は超勇者オーラムの項を参照。
折り鶴の明日禍
声 - 香坂夏希 / 松本桜（PS Vita版追加シナリオ）
ラズベリルの子分。おっとりしていて、天然気味なお嬢様。ラズベリルを盲信しており、彼女を賛美して不良道を突き進む。怪我をさせた相手に千羽鶴を送るのが趣味。PS Vita版追加シナリオでは彼女がラズベリルを慕うようになった理由が語られる。
リリアンの狂子
声 - 荒井静香
ラズベリルの子分。学園の伝説に詳しく、解説役をこなす。リリアンによる手編みが趣味。登場時は必ず明日禍とワンセットであり、二人でラズベリルを賛美するのがお決まりのパターン。PS Vita版追加シナリオでは彼女がラズベリルを慕うようになった理由が語られる。
ビッグスター様
声 - 鈴木千尋
2号生の悪魔で部下思いのカリスマリーダー。「様」まで含めて名前。相手の名前を覚えられないが故にあだ名を付けるという設定があり、作中ではマオを「魔王の息子（後に魔王マオ）」、ラズベリルを「おチビちゃん（ベリル先生）」、サファイアを「お姫様」と呼んでいる。また、あだ名ではないものの極上のサルバトーレを「貴女」、アクターレを「貴殿」と呼んでいる。
始めはマオのことを器量の小さい者として見下していたが、マオが仲間の存在に気づきココロを開いた後は、マオのことを認め彼に協力するようになる。クリア後の後日談では、何者かに名前の「ッ」を盗まれ、ビグスター様という情けない名前になってしまう。
その後のラズベリル編では「ッ」を取り戻し、退屈しのぎのためラズベリルの生屠となる。後に極上のサルバトーレの命令を受け、彼女のライバルとなることを快諾する。凶室での台詞によれば、極上のサルバトーレとある程度交流があったことが窺える。
極上のサルバトーレ
声 - 山田美穂
3号生にして伝説の十紳士の一人。女ではあるが紳士。軍人ではないが軍人のような服装･言動をする。敵味方問わず無茶な命令ばかりするが、自分より強いもの(実力面での強さだけではなく「押しの強さ」も含む)には敬意を表するらしい。
3号生リーダーの部下（この時点では上司が超勇者であると知らない）として登場し、敵であるマオ達を圧倒する。しかし、次の戦いではマオの仲間達の力に逆に圧倒されてしまい敗北。直後に現れた超勇者の発言から、自分が勇者に仕えていたことを知り困惑する。その後、超勇者への復讐に向かうマオ達を追跡しているときにチャンプル先生と出会い、彼との会話から悪魔とはどうあるべきかを考え直す。
そして強者に仕えるのではなく、強者を打ち倒してこそ悪魔という考えに辿りつき、十紳士から脱退する事を宣言して、超勇者を打ち倒すべくマオ達に協力する。超勇者撃破後はマオと一対一で対決するも引き分けに終わり、ビッグスター様によって仲裁された事がアルマースによって語られている。その後のラズベリル編では退屈しのぎのためラズベリルの生屠となる。とある理由からビッグスター様と夫婦として登場した後、彼に自分のライバルとなることを命令する。
魔王
声 - 井原啓介
魔界の王にして魔立邪悪学園の理事長。マオの父親。学園の平穏と、生屠達が自由気ままに生きていける世界を望んでいる。
200年前に超勇者によって殺害されるも、残された息子のことが未練となって成仏できず、地縛霊として学園の理事長室に取り憑いた。しかし成仏できない理由を、マオは「弱点を教えた息子を恨んでいるため」と誤解してしまう。
その後、超勇者を倒したマオと再会、仲間を得て成長した彼の姿を見て安心する。そしてマオに魔王の座を譲り、成仏した。

### 魔神学園
死立魔神学園の関係者。
ルチル
声 - 矢作紗友里
Returnの追加シナリオ「死立魔神学園」のキャラクター。人間界の学校からやって来た転校生で、人間とネコマタの両親を持つ15歳の少女。ネコマタの混血なので猫の耳と尻尾がある。ラズベリルを圧倒するほどの謙虚さと優しさを身に着けているが、元居た学校ではネコマタ特有の怪力から周囲と上手く折り合いをつけることができず、肩身の狭い思いをしていた。
実は彼女の転校先は、邪悪学園ではなくステラが運営する魔神学園であり、マオ達の居る学園へはステラの頼みから理事長の権利書を盗む目的で侵入していた。後に自分の行いに疑問を抱き、ステラに権利書を返してもらうべく彼女の説得に向かう。
ステラ・グロッシュラー
声 - 早見沙織
Returnの追加シナリオ「死立魔神学園」のキャラクター。「死立魔神学園」の生屠会長であり、理事長の一人娘である1657歳のセクシーレディ。ワインレッドのセクシーな服装に、額には2本の角が生えていて、恐竜の様な尻尾がある。ツンとしたお嬢様だがイタズラ好きで子供っぽい一面がある。自らの行動をすべて「エレガント」だと思っている。モンスターをペットとして飼っている（特にお気に入りなのはスライムとゾンビ）。
過去に父親である理事長を超勇者によって殺され、その事実を認められずその亡骸を理事長室に保管している。父親が一言も喋らないことを、情けない自分と学園の姿に対し怒っているためと解釈した彼女は、廃校寸前の魔神学園を存続させるため、そして父親に褒めてもらうために邪悪学園・文禍祭の妨害を企んだり、魔界の知識を一切備えていないルチルを利用して理事長の権利書を盗ませるなどの悪行を働く。

### 敵対勢力
ラズベリルを補導した凶育委員会や、魔立邪悪学園の生徒を洗脳していた『伝説の十紳士』など、マオ達と敵対する人物。
超勇者オーラム
声 - 大久保利洋
200年前に魔王討伐に向かい、そのまま行方知れずとなった人間界の伝説の勇者。彼の活躍は漫画、ライトノベル、ゲームなど様々なメディアで語られている。 名実ともに最強といえる人物であり、幾多の魔王・魔神を葬ってきた。
人間界では偉人として称えられている一方、実際には死んでも強制的に復活させられる勇者の宿命と、魔王を全て倒した後への不安から人格が歪んでしまっており、人間界の平穏よりも自分の欲を優先して行動していた。最後の魔王であるマオの父親を倒した後、父を殺された怒りから襲い掛かってきたマオに最強の魔王たる素質を見出し、彼を自分に見合う魔王へ育成することを決意する。
以後、200年もの間じいやとしてマオに仕え続け、彼が残虐な魔王になるよう多くの工作を行った。しかしアルマースとの友情からマオがココロを開いてしまったため計画は失敗。マオとその仲間達の手によって倒され、マオの実験体として監禁されるという悲惨な結末を迎える。
その後のラズベリル編や、Returnにおける追加シナリオでは、彼がマオによってじいや改に改造されたことが語られている。
宇宙刑事プリニー仮面
伝説の十紳士の一人。会話などの表記は「プリニー仮面」のみ。人見知りの激しい性格で普段はプリニーの石像の下に引きこもっている。宇宙刑事は自称。リフォームの達人で、夜中にコツコツと学園のリフォームにいそしんでいる。旧校舎をマイホームにするためにそこに住んでいた伝説のドラゴンを倒したりしているので、見た目や言動に反してかなりの実力者である。しかしレベルは十紳士の中で一番低い。2周目突入で自動的に仲間になる。得意武器がないが装備適正はさほど低くない上、固定アビリティにより20％能力がアップしているので育成次第で強くなる。トロフィー獲得に必要な「かんだガム」は彼がぶつけたものらしい。
熱血忍者ゴリラ丸
伝説の十紳士の一人。会話などでの表記は「ゴリラ丸」のみ。努力すればどんな不可能も可能にできるという無茶苦茶な信念を持つ。名前が変。ゲーム序盤からマオたちを監視していた。小説版では女性になっている。
風来転校生の伊集院
伝説の十紳士の一人。会話などでの表記は「伊集院」のみ。拳技を得意とする。転校してきたときクラスに誰もいなかったという悲しい過去を持つ。給食費を盗まれた過去を持ち、誰にでも難癖をつけている。
必殺地獄人ビヨンドX
伝説の十紳士の一人。会話などでの表記は「ビヨンドX」のみ。変装の達人で、あらゆる変装によって人の目を欺いてきており、実はゲーム序盤から凶師「魔チコ先生」として拠点内にいた事が最終話で明らかになった。
本編クリア後は、再び魔チコ先生として拠点内に登場する。
筋肉伝道師ビッキー
伝説の十紳士の一人。会話などでの表記は「ビッキー」のみ。筋肉道場を開き、日夜激しいトレーニングをしている。汗の臭いが大好き。
アニマルキング吾郎
伝説の十紳士の一人。会話などでの表記は「吾郎」のみ。魔物を食用としているため、魔物から嫌われている孤独な老人。
逆境少女ポリーヌ
伝説の十紳士の一人。会話などでの表記は「ポリーヌ」のみ。家族と生き別れになったり大切な人たちがことごとく死んでいくという恐ろしい性質を持つ。とんでもなくマイペースで、よく人の話を聞かないことがある。元ネタは少公女ペリーヌとポリアンナ。
召喚王ひろし
伝説の十紳士の一人。会話などでの表記は「ひろし」のみ。高位魔神を3体連続して召喚できる魔界でも随一の召喚師だが、それらを生贄に「ブラックアイズブループリニー（ただのプリニー）」を召喚してしまった。カードバトル大好きで子供っぽく、かなりの負けず嫌い。
凶室の女王さわやかさったん
伝説の十紳士の一人。会話などでの表記は「さわやかさったん」のみ。教育番組のお姉さん風な口調だが、実はかなり腹黒い。本性を表すと一人称が「わし」になるほど変貌する。にゃんだろう君という相棒を持つが、舞台裏では犬猿の仲。彼女を撃破すると入手できる「肉球スティック」が本作のキーアイテムにしてバランスブレイクアイテム。
凶育委員長
外見はアーチャー（女）と同一。行き過ぎた凶育を施す凶育者で、ユニット説明でも「一歩間違えなくても、ただの犯罪者。」と表記されている。
最終話では「不良を指導するのは凶育者の務め」としてPTAを引き連れてマオ達に加勢する（仲間にはならない）。
ゴールドナックル
3号生。会話の表記は「ゴールドナックル先輩」。外見は金色の重騎士。ポジティブな性格をしている。「首狩り拳法の達人」を自称している。
1号生達を超勇者オーラムの昔話で洗脳していた。
ラズベリル編では、とある理由からラズベリルの生屠となる。

### ゲストキャラクター
ニジレッド
声 - 丹沢晃之
伝説の魔王に大切な物を盗まれた者の一人。なぜか魔物型。友達が全くおらず、マオの仲間に加わって以後も友達とは思われていないらしい。キャラ単体の能力は貧弱だが魔チェンジすると扱いやすい。
アサギ
声 - 斎藤千和
伝説の魔王に大切な物を盗まれた者の一人。永遠の隠れキャラだが別のゲームの主人公と言い張っている。
マローネ
声 - 水橋かおり
伝説の魔王に大切な物を盗まれた者の一人。『ファントム・ブレイブ』から参戦。清らかな心を盗まれており、かなりやさぐれている。記憶も失っており、以前のことはほとんど覚えていない。
アクターレ
声 - 檜山修之
伝説の魔王に大切な物を盗まれた者の一人。『魔界戦記ディスガイア2』から参戦。かつて辺境世界ヴェルダイムで活躍したダークヒーローで、性格は超前向き。行動や言動は痛いが最強クラスユニットの一人。
ラハール
声 - 水橋かおり
伝説の魔王に大切な物を盗まれた者の一人。『魔界戦記ディスガイア』から参戦。日本一ソフトウェアの作品にはほぼ全て出演している魔王。登場する度に扱いがひどくなっていることに不満を抱いている。出番欲しさにエトナ（声 - 半場友恵）、フロン（声 - 笹本優子）と共に邪悪学園にやって来た。前作よりさらに強くなっており、実質的に最強クラスのユニット。
バール
声 - 水橋かおり
マオ達から大切な物を盗んだ犯人。超魔王と呼ばれ全宇宙で恐れられていたがラハールに敗北、傷を癒すために邪悪学園に潜伏し力を蓄えていた。以前は全くしゃべらず姿も恐ろしかったが、今作では普通にしゃべっており、どう見ても強そうに見えない姿をしている。
風祭フーカ
声 - 三森すずこ
『魔界戦記ディスガイア4』のゲストキャラクター。PS Vita版に登場し、エクストラボスとしてデスコと共に登場。
デスコ
声 - 水野愛日
『魔界戦記ディスガイア4』のゲストキャラクター。PS Vita版に登場し、エクストラボスとして風祭フーカと共に登場。

## 新システム
ジオブロック
前作までで、特定の色のジオパネルにさまざまな特殊効果を付加した「ジオシンボル」が本作では立方体の「ジオブロック」に変化。前作までのようにジオパネルに特殊効果を付加する他に、ジオブロックを積み上げることで、特殊効果を重複させることが可能になった。また、同色のジオブロックを縦か横に2つ以上並べるとそのブロックが消滅して、上に乗っているキャラクターはダメージを受ける。消えたブロックを利用してパズルゲーム的な連鎖をさせることも可能。2つ以上同色のジオブロックがくっついている場合は持ち上げることができない。
魔チェンジシステム
モンスタータイプのキャラクターと人間タイプのキャラクターが隣接している時に「魔チェンジ」コマンドを使うことで、モンスターが強力な武器に変身する。これによって各モンスター固有の特殊技や特殊能力が使用できるようになる。ただし、条件として「変化するモンスターと装備する人間が同じ委員会に所属している」必要がある。また原則として2ターンしか使用できない。さらに、これを使用したモンスタータイプキャラクターはその戦闘では復帰できない上、戦闘に参加できる人数が一人減ってしまうので注意が必要。
魔ビリティー
個々のキャラクターには魔ビリティーと呼ばれる様々な能力がある。魔ビリティーは2つあり、一つは固定で動かせずにそのキャラに常時装備されていて、もう一つは付け替えることが出来、マナを使って購入する。付け変え可能な魔ビリティのみ学級界で他のキャラクターに覚えさせる事も出来る。
学級界
学級界係にキャラクターを所属させると拠点に出現するフウテンのプリさんを介して行くことの出来る場所。アイテム界に対し、こちらは学級界を主催したキャラのココロの中に入り、通常のレベルアップでは上げられない能力（ジャンプ力や投げ射程など）を上げたり、特殊技や魔ビリティーの継承などが出来る。ただし、キャラクターの素質によって利用できる回数が制限されている。また、10階にあるジオブロックを全て消すと隠し部屋へのゲートが出現し、主催キャラの所属している委員会の定員を増やしたり、低確率ながら『ディスガイア1』、『2』の特殊技の一部を覚えさせることが出来る。

### PS Vita版の追加要素
新シナリオ
PS3版にはなかった新たな4つのシナリオが追加される。
- 「初恋！？ 超不良伝説編」
- 「テスト争奪バトル編」
- 「邪悪学園文禍祭編」
- 「死立魔神学園編」

バストアップアニメーション
『魔界戦記ディスガイア4』に存在した、バストアップイラストのアニメーションを本作にも導入。
テラ魔法
5段階目の魔法「テラ魔法」を追加。

## 職業
本作には100種類以上の職業があり、キャラクターを作成、育成することができる。ここでは初期状態で作成可能な職業を紹介する。
ファイター
HPや攻撃力、防御力の高い近接戦闘のプロ。得意武器は剣・槍・斧。
レディファイター
HPや攻撃力、防御力の高い近接戦闘のプロ。耐久力でややファイターに勝る。得意武器は剣・槍・弓。
ドクロ
魔法使いの男の子。赤は火炎系、緑は風系、青は氷系の魔法を習得する。消費SPは大きいが威力が高い。得意武器は杖。
魔法使い
魔法使いの女の子。SPの効率がいい。得意武器は杖。
ヘレティック
修行僧。得意武器は槍・杖。
ヒーラー
回復魔法を使う僧侶。得意武器は弓・杖。
烈闘者
肉弾戦に長ける格闘家。得意武器は拳・槍。
風拳士
女の格闘家。得意武器は拳・剣。
シーフ
アイテムを盗む能力に長ける盗賊。得意武器は弓・銃。

## 追加コンテンツ
本作品はPLAYSTATION Storeによる追加コンテンツ配信に対応しており、追加キャラクターや新システム・新シナリオを購入することが可能。また月毎の追加コンテンツを全て購入することで、PS3の「テーマ設定」で使用可能なカスタムテーマがダウンロード可能になる。追加コンテンツは2009年3月まで毎月配信された。
価格はこの手の配信キャラクターにしては比較的廉価である。

### 内容
基本的には過去のディスガイアシリーズの登場キャラクターが多いが、日本一ソフトウェアの他シリーズからのゲストキャラクターも少なくない。
- 2008年6月
  - アデル - 『魔界戦記ディスガイア2』の主人公。
  - ロザリンド - 『魔界戦記ディスガイア2』のヒロイン。
  - ネコマタ - ディスガイアシリーズでおなじみの種族。汎用キャラクターとして追加される。
- 2008年7月
  - 小暮宗一郎 - 『流行り神 警視庁怪異事件ファイル』シリーズに登場する刑事。
  - タロー - アデルの弟。『魔界戦記ディスガイア2』より登場。
  - ハナコ - アデル、タローの妹。『魔界戦記ディスガイア2』より登場。
- 2008年8月
  - 魔王プリエ - 『ラ・ピュセル 光の聖女伝説』の主人公。
  - 雪丸 - 『魔界戦記ディスガイア2』より登場。
  - ティンク - 『魔界戦記ディスガイア2』より登場。
  - 天使兵 - アイテム界コマンドアタック[7]で一定の条件をクリアすると入手できる汎用キャラクター（購入は不可）。
- 2008年9月
  - プラム - 『ファントム・キングダム』に登場する予言者。
  - ゼタ - 『ファントム・キングダム』の主人公。
  - マージョリー - 『マール王国の人形姫シリーズ』に登場する魔女。
- 2008年10月
  - ゴードン - 『魔界戦記ディスガイア』に登場する地球勇者。
  - ジェニファー - 『魔界戦記ディスガイア』に登場。ゴードンのサポート役。
  - サーズデイ - 『魔界戦記ディスガイア』に登場。ジェニファーの作ったロボット。
  - アラミス - 『魔界戦記ディスガイア』に登場するネクロマンサー。学級界コマンドアタックで一定の条件をクリアすると入手できる。
- 2008年11月
  - リベア - 『ソウルクレイドル 世界を喰らう者』の女性主人公。名前はデフォルトのもの。
  - ギグ - 『ソウルクレイドル 世界を喰らう者』に登場する破壊神。
  - ドラゴン - シリーズおなじみの魔物型汎用キャラクター。
  - 主人公プリニー - 『プリニー 〜オレが主人公でイイんスか?〜』の主人公。無料でダウンロード可能。
- 2008年12月
  - 人間カーチス - 『魔界戦記ディスガイア2』に登場。
  - プリニーカーチス - 『魔界戦記ディスガイア』に登場。地球勇者カーチスの転生した姿。
  - 中ボス - 『魔界戦記ディスガイア』に登場。今回も本名で呼んでもらえず、「中ボス」と命名されてしまう。
  - プレネールさん - 本作のイラストレーター、原田たけひとのホームページの看板娘。アイテム界サバイバルアタックで一定の条件を満たすと入手できる。
  - トロ、クロ - 『まいにちいっしょ』から参加。諸事情のため武器「トロの剣」「クロの斧」として参戦する。凶師として採用することも出来る。無料でダウンロード可能。
- 2009年1月
  - 追加シナリオ「ラズベリル編」 - ラズベリルを主人公にしたフルボイスのストーリー。
  - 超勇者オーラム - ラズベリル編攻略のプレゼントとして仲間になる。
- 2009年2月
  - フルコンプリート特典
    - ロイヤルキングダーク3世 - 『ファントム・キングダム』に登場する元祖・ただのアホ。凶師として赴任するが、トロ、クロよりも弱い。
    - バール（鎧） - たくさんの超魔王バールと戦えるステージを追加。初回攻略時のみ「バールホーン」を入手可能。
    - 着せ替え屋 - サファイアとラズベリルの衣装を入れ替えることが出来る（戦闘・凶室のみ）。
- 2009年3月
  - トロフィー - PS3のトロフィー機能に対応。
  - ホームリワード - PlayStation Homeとの連携を追加。
    - ドットオブジェ 寡黙な看板娘 プレネールさん - ドットオブジェシリーズにかの原田屋看板娘プレネールさんが登場。
    - 修羅認定書 - 魔立邪悪学園理事長マオから贈られる表彰状。
    - 魔界戦記ディスガイア3 トロフィー ゴールド/シルバー/ブロンズ - それぞれの色のトロフィーを追加。

## バグ
PS3版にはストーリーが進められなくなる、魔ビリティーが消える、ゲームがフリーズするなどのバグが存在しているが、配布されている修正パッチを適用すると、進行不可能になるバグなど一部のバグが改善される。※2008年7月現在はほぼ改善されている（Best版ではパッチがディスクに入っているためバグが取り除かれた状態になっている）。

## 主題歌
オープニングテーマ
「魔立邪悪学園」
作詞 - 新川宗平 / 作曲・編曲 - 佐藤天平 / 歌 - 吉野真理子、木内力也、佐藤有紗、太田結子、YOSHIKO、園久美子、佐藤天平

エンディングテーマ
「A Song For You」
作詞 - Re:bon / 作曲・編曲 - 佐藤天平 / 歌 - MIKI、HARU、佐藤天平
「アンラッキー勇者」
作詞 - 新川宗平 / 作詞・作曲 - 佐藤天平 / 歌 - 佐藤天平、MIKI
「マオはゆく！」
作詞 - 新川宗平 / 作詞・作曲 - 佐藤天平 / 歌 - 大地穂

挿入歌
「Extreme Outlaw 王者」
作詞 - 新川宗平 / 作詞・作曲 - 佐藤天平 / 歌 - YOSHIKO、園久美子、佐藤天平
「邪悪学園入学希望者募集CMソング」
作詞 - 新川宗平 / 作詞・作曲 - 佐藤天平 / 歌 - 園久美子
「魔立邪悪学園校歌」
作詞 - 新川宗平、作曲・編曲 - 佐藤天平、歌 - 太田結子、佐藤天平

## 小説
- 魔界戦記ディスガイア3 BRAVE AND THE MAOH 上（神代創、2008年4月10日、ISBN 978-4-7577-4080-8）
- 魔界戦記ディスガイア3 BRAVE AND THE MAOH 下（神代創、2008年5月9日、ISBN 978-4-7577-4177-5）
- 魔界戦記ディスガイア3（安曽了、2008年7月10日、ISBN 978-4-04-867024-1）
- 魔界戦記ディスガイア3 THREE DASH!（神代創、2008年10月10日、ISBN 978-4-7577-4445-5）
- 魔界戦記ディスガイア 〜魔王だらけの時空迷子〜（衆堂ジョオ、桜ノ杜ぶんこ、ISBN 978-4-8919-9291-0）
- 魔界戦記ディスガイア 〜史上最凶の四面楚歌〜（衆堂ジョオ、桜ノ杜ぶんこ、ISBN 978-4-8919-9326-9）

## 漫画
魔界戦記ディスガイア3 SCHOOL OF DEVILS
ファミ通コミッククリアで2009年5月29日から、2010年12月3日まで連載。作画は佐々木心。
1. ISBN 978-4-04-726516-5
2. ISBN 978-4-04-726952-1

## ドラマCD
- 魔界戦記ディスガイア3 ドラマCD Vol.1〜奇奇怪怪!悪魔だらけの強化合宿!〜（2008年3月26日）
- 魔界戦記ディスガイア3 ドラマCD Vol.2〜奇奇怪怪!悪魔だらけの強化合宿!〜（2008年4月23日）

## サウンドトラック
- 魔界戦記ディスガイア3 アレンジサウンドトラック（2008年4月16日）
- 魔界戦記ディスガイア3 ラズベリル編 オリジナルサウンドトラック（2009年4月15日）